# Obština Svoge
Obština Svoge (bulharsky Община Своге) je bulharská jednotka územní samosprávy v Sofijské oblasti. Leží v západním Bulharsku, v pohoří Stara planina. Správním střediskem je město Svoge, kromě něj zahrnuje obština 37 vesnic. Žije zde necelých 18 tisíc stálých obyvatel.

## Sídla
- Bakjovo
- Batulija
- Bov
- Bov (Gara Bov)[p 1]
- Breze[p 1]
- Brezovdol
- Bukovec
- Cerecel
- Cerovo[p 1]
- Dobărčin
- Dobravica
- Druževo
- Elenov Dol
- Gabrovnica[p 1]
- Gubislav
- Iskrec[p 1]
- Jablanica
- Lakatnik[p 1]
- Lakatnik (Gara Lakatnik)[p 1]
- Leskovdol
- Levište
- Lukovo[p 1]
- Manastirište
- Milanovo[p 1]
- Ogoja
- Opletňa
- Osenovlag[p 1]
- Rebrovo[p 1]
- Redina
- Svidňa[p 1]
- Svoge[p 2] (sídlo správy)
- Tompsăn[p 1]
- Vlado Tričkov[p 1]
- Zanoge
- Zasele[p 1]
- Zavidovci
- Zimevica[p 1]
- Želen

## Sousední obštiny
| Růžice kompasu |            | Văršec        | Vraca     | Růžice kompasu |
| Růžice kompasu | Godeč      | Sever         | Mezdra    | Růžice kompasu |
| Růžice kompasu | Godeč      | Obština Svoge | Mezdra    | Růžice kompasu |
| Růžice kompasu | Godeč      | Jih           | Mezdra    | Růžice kompasu |
| Růžice kompasu | Kostinbrod | Sofie         | Botevgrad | Růžice kompasu |

## Obyvatelstvo
V obštině žije 17 910 stálých obyvatel a včetně přechodně hlášených obyvatel 20 372. Podle sčítáni 1. února 2011 bylo národnostní složení následující:
- Bulhaři: 21 526 (99.2 %)
- Romové: 89 (0.4 %)
- Turci: 13 (0.1 %)
- ostatní: 65 (0.3 %)